# Apolda
Apolda település Németországban, azon belül Türingiában. Kelet-Thüringia egyik legjelentősebb városa. Lakosainak száma 22 896 fő (2023. december 31.). Apolda Bad Sulza, Ilmtal-Weinstraße és Wiegendorf községekkel határos.

## Fekvése
Egy völgykatlanban, mezőgazdasági vidék közepén, Jénától északnyugatra, Weimartól északkeletre, Bad Sulzától 10 km-rel délnyugatra fekvő település.

## Története
Apolda területén már a bronz-és a vaskorban is több település jött létre. Kr.e. I. századtól Germán törzsek, Hermundurok éltek a területen, akik az Elba-Havel területéről vándoroltak ide. A 8.-9. században szláv csoportok telepedtek le a Saale és az Ilm körzetében. Ez a terület a mai Apolda város területét foglalta magába. Az ország keleti határa a Frank Birodalom volt.
Appolda nevét 1119-ben említette először oklevél, mely már két templomáról is említést tett; a Szent Márton templomról és a Szent János-kápolnáról.
1348-tól 1631-ig a Vitzhum család birtokában volt, majd rövid ideig Szász Altenburg, majd 1672-től a Szász-Weimar hercegséghez tartozott.
A település lakosai eleinte kizárólag földműveléssel foglalkoztak. 1593-ban azonban Apolda egyik lakosa elterjesztette a harisnyakötés művészetét. Apoldának ma isfontos kötszövő ipara van.
A városban levő harangöntő üzemben Christoph Rose céhmester 1722-ben öntötte az első harangot. Az üzem később a Schilling család tulajdonába került. Az 1980-as évek körül is e család leszármazottja tervezte a harangokat. A harangöntő üzemben harangjátékokat is készítettek, többek között Magdeburg, Erfurt számára is.
A város legérdekesebb látnivalói közé tartozik az 1558-1559-ben épült kora reneszánsz Városháza (Rathaus), gótikus ablakaival, szép tornyával, valamint egy művészi kút a piactéren és az alapjaiban késő gótikus stílusú , de a 19. században erősen átformált plébániatemplom, valamint a Vitzhumiak régi kastélya, amelyben a jénai egyetem egyik tanintézete kapott helyet. A helytörténeti múzeumban a városi harangöntés története látható.

## Nevezetességek
- Városháza ˙Rathaus)
- Piactéri kút
- Plébániatemplom
- Kastély
- Helytörténetoi múzeum

## Népesség
A település népességének változása:
| Lakosok száma | 29 000 | 22 364 | 22 163 | 22 012 | 22 232 | 23 072 | 22 896 |
|               | 1985   | 2015   | 2017   | 2019   | 2021   | 2022   | 2023   |